# Phytoecia pseudosomereni
Phytoecia pseudosomereni là một loài bọ cánh cứng trong họ Cerambycidae.